# Le Diable dans le beffroi

Le Diable dans le beffroi est un opéra comique inachevé en un acte que Claude Debussy composa sur son propre livret fondé sur la nouvelle Le Diable dans le beffroi d'Edgar Allan Poe.

## Composition
Debussy commença la composition après que son opéra Pelléas et Mélisande eut connu le succès en 1902 et y travailla jusqu'en 1912 environ, mais n'acheva jamais la partition. Il prévoyait de ne faire chanter que le chœur et de faire siffler le diable. Il décrivit sa conception du personnage du diable dans la lettre qu'il adressa à André Messager en juin 1902 :

« On y trouverait aussi un diable ironique et cruel, beaucoup plus diable que cette espèce de clown rouge, soufré, dont on nous garde illogiquement la tradition. Je voudrais aussi détruire cette idée que le diable est l'esprit du mal. Il est plus simplement l'esprit de contradiction, et peut-être est-ce lui qui souffle ceux qui ne pensent pas comme tout le monde. »

Le scénario rédigé par Debussy pour l'opéra est daté du 25 août 1903. Le compositeur utilisa une partie de la musique de l'opéra dans une courte pièce pour piano, Morceau de concours, publiée en janvier 1905. En 1908, le Manhattan Opera House obtint un grand succès avec la première américaine de Pelléas et Mélisande, ce qui incita Giulio Gatti-Casazza, directeur de la maison rivale, le Metropolitan Opera, à offrir à Debussy un contrat pour trois projets d'opéra inachevés, dont Le Diable dans le beffroi (les autres étaient La Légende de Tristan et La Chute de la maison Usher). Cependant, le compositeur n'acheva jamais cette œuvre, mais il en joua des extraits au piano pour Henri Busser le 31 mars 1912. Seules ont survécu trois pages d'ébauche musicale sans texte, qui datent apparemment d'août 1903.
En février 2012, au colloque international L'héritage de Claude Debussy : du rêve pour les générations futures, Paolo Bellomia dirigea la première mondiale de cette œuvre sur un livret de Stephen Wyatt et une partition réalisée et orchestrée par Robert Orledge.

## Synopsis

### Premier tableau
Un village en Hollande
Divers villageois, dont le carillonneur, son fils, le maire et sa fille, sont dépeints. À midi, le carillonneur se prépare à remplir sa charge, mais le diable apparaît et fait sonner la cloche treize fois avant de descendre pour se mêler à la foule étonnée et la tourmenter. Le maire ordonne au fils du carillonneur de jouer de la musique sacrée au carillon pour chasser le diable, mais ce dernier la transforme en gigue à laquelle il fait écho avec son violon. Les villageois sont conduits irrésistiblement à danser, et le diable les amène au canal, mais avant qu'ils n'y plongent, le diable soulève subitement son archet, et la musique cesse.

### Second tableau
Un village en Italie
Les villageois sont les mêmes que ceux du premier tableau, mais leurs caractères sont devenus bien plus sauvages. Seul Jean, le fils du carillonneur, est préservé de la magie du diable par son amour de la fille du maire. Cependant, cette dernière le nargue. Il monte dans le beffroi et prie à voix haute. Le maléfice du diable est rompu, et celui-ci disparaît dans un éclair rouge. Les villageois retrouvent leur état normal au douzième coup de cloche.

## Première mondiale
L'opéra a été présenté en première mondiale le mardi 28 février 2012 au Centre des arts Crowley de Montréal (opéra achevé par Robert Orledge).
- Orchestre 21, direction : Paolo Bellomia
  - Bourgmestre : François-Nicolas Guertin
  - Jeannette (sa fille): Geneviève Colletta
  - Le Haut-Sonneur: Simon Chalifoux
  - Jean (son fils): Chris Coyne
  - Le Diable (rôle parlé) : Vlad Horia Guzu

### Sources
- The Cambridge Companion to Debussy, Simon Tresize, CUP, 2003.
- Paul Holmes, Debussy, Omnibus, 1991.
- Robert Orledge, Debussy and the Theatre, CUP, 1982.